# Marion Soreth
Marion Soreth (* 26. November 1926 in Frankfurt am Main; † 3. Januar 2021 in Köln) war eine deutsche Philosophin und Autorin. Sie befasste sich vor allem mit antiker Logik und Erkenntnistheorie, neben Platon und Aristoteles zum Beispiel auch mit Antipatros von Tarsos, Galenos und den Stoikern sowie arabischer Philosophie (Avicenna (Ibn Sina)).

## Leben
Marion Soreth promovierte am 8. August 1951 in Marburg zum Dr. phil. bei Klaus Reich mit einer Dissertation, in der sie Platos Euthyphron mit dem Plato zugeschriebenen Hippias maior verglich und zu dem Schluss kam, dass keine Abhängigkeit des Euthyphron von Hippias maior besteht. Die Arbeit erschien 1953 in Buchform. 1960 wechselte sie an die Universität zu Köln. Nach ihrer Habilitation (1964) mit der Schrift „Studien zur akademischen Skepsis“ wirkte sie zunächst als Privatdozentin, ab 1965 als außerplanmäßige Professorin in Köln. Sie wurde 1992 pensioniert.

## Plagiatsfall Ströker
Im Wintersemester 1990/91 legte Marion Soreth ein 411-seitiges Werk vor, in dem sie detailliert Plagiate in der Bonner Dissertation ihrer Kölner Kollegin Elisabeth Ströker dokumentierte. Die Dokumentation stellte Ausschnitten aus Strökers Dissertation die Quellen gegenüber. Daraufhin entbrannte ein Wissenschaftsskandal, der nicht nur in der Fachwelt, sondern auch in der Tagespresse ausgebreitet wurde. Eine Kommission wurde in Bonn eingesetzt, die gegen eine Aberkennung des Doktortitels votierte. Die Kölner Fakultät erklärte, so eine Arbeit sei in Köln nicht annehmbar, doch Ströker behielt den Doktortitel.
In einem Offenen Brief wurde die einseitige Berichterstattung gegen Ströker als „unverantwortlich, unwürdig und unfair“ von über 100 Gelehrten zurückgewiesen. Zu den Unterzeichnern gehörten die Professoren Karl-Otto Apel, Hans Michael Baumgartner, Walter Biemel, Günter Dux, Paul Feyerabend, Norbert Hoerster, Ludger Honnefelder, Reinhart Koselleck, Hermann Krings, Hans Lenk, Hermann Lübbe, Odo Marquard, Günther Patzig, Annemarie Pieper, Heinrich Rombach, Eike von Savigny, Herbert Schnädelbach, Josef Simon, Holm Tetens, Michael Theunissen, Ernst Tugendhat und Carl Friedrich von Weizsäcker.

## Schriften (Auswahl)
Bücher und Dissertation:
- Untersuchung des Inhalts des platonischen Dialogs Hippias maior im Hinblick auf die Frage seiner Echtheit, Promotion in Maschinenschrift, 1951 DNB
- Der platonische Dialog Hippias Maior. (Zetemata 6). München 1953, OCLC 966000121.
- Eine neuere Darstellung der stoischen Philosophie, Köln 1986
- Kleine Einführung in die Aussagenlogik. Mit Aufgaben und Lösungen. Köln 1992, ISBN 3-928373-03-X.

Zu Elisabeth Ströker:
- Kritische Untersuchung von Elisabeth Strökers Dissertation über Zahl und Raum. Nebst einem Anhang zu ihrer Habilitationsschrift. Köln 1990. 2., durchges. Auflage. Köln: P-und-P-Verlag 1991, ISBN 3-928373-02-1.
- Dokumentation zur Kritik an Elisabeth Strökers Dissertation, Köln 1991.
- Die Chemiegeschichte in Elisabeth Strökers Büchern. Köln 1996, ISBN 3-928373-07-2. (um einen zweiten Teil erweiterter Teil von Dokumentation zur Kritik an Elisabeth Strökers Dissertation von 1991)[6]

Einige Aufsätze:
- Zur relativen Chronologie von Menon und Euthydem, in: Hermes, Band 83, 1955, S. 377–379
- Text- und quellenkritische Bemerkungen zu Ibn Sīnā's Risāla fī l-ʿIšq, in: Oriens, Band 17, 1964, S. 118–131
- Die zweite Telosformel des Antipater von Tarsos, in: Archiv für Geschichte der Philosophie, Band 50, 1968, S. 48–72
- Zu „Topik“ E 7, 137a8-20 und b3-13, in: G. E. L. Owen (Hrsg.), Aristotle on dialectic. The „Topics“. Proceedings of the Third Symposium Aristotelicum, Oxford 1968, S. 43–44
- Zum infinitiven Prädikat im zehnten Kapitel der aristotelischen Hermeneutik, in: Islamic philosophy and the classical tradition. Essays presented by his friends and pupils to Richard Walzer on his 70. birthday. (Oriental Studies 5). Oxford, 1972, S. 389–424, wieder abgedruckt in Albert Menne (Hrsg.), Modallogik und Mehrwertigkeit, Hildesheim 1988
- Die galenische Kettenschlussfiguren als Figuren von Kettenschlüssen mit vier Termen, in: Archiv für Geschichte der Philosophie, Band 71, 1989, S. 185–215.
- Die Eulerkreise in Eulers „Briefen an eine deutsche Prinzessin“, in: Rüdiger Thiele (Hrsg.), Mathesis. Festschrift zum 70. Geburtstag von Matthias Schramm, Berlin 2000, S. 55–81

1951 übersetzte sie Die Philosophie Platos des Philosophieprofessors in Bristol Guy Cromwell Field (1887–1955), ursprünglich 1949 erschienen als The philosophy of Plato. Das Buch erschien als Die Philosophie Platons. Eine zusammenfassende Darstellung der platonischen Gedankenwelt, Stuttgart 1952 (Lebendiges Wissen 5). 1994 gab sie einen Reprint der Dissertation von Alexander Rüstow Der Lügner (1910) heraus.

## Einzelbelege
1. ↑  Eintrag in Kürschners Gelehrtenkalender 2009
2. ↑  Druckausgabe Kölner Stadt-Anzeiger Nr. 7 Samstag/Sonntag, 9./10. Januar 2021 Traueranzeige ihrer Familie
3. 1 2  Philosophische Fakultät der Universität Köln: Nachruf auf Prof. Dr. Marion Soreth. Abgerufen am 9. Januar 2021.
4. ↑  Patrick Bahners: Nehmen wir es ja nicht zu genau! In: FAZ online. 9. Februar 2021, abgerufen am 9. Februar 2021. Erschienen in der Druckausgabe der FAZ am 10. Februar 2021 auf Seite N4.
5. ↑  veröffentlicht in: Information Philosophie 1991, Heft 3 und 4
6. ↑  Schriftenverzeichnis Marion Soreth, zusammengestellt von Manfred Bauer, Köln

| Personendaten    | Personendaten        |
| ---------------- | -------------------- |
| NAME             | Soreth, Marion       |
| KURZBESCHREIBUNG | deutsche Philosophin |
| GEBURTSDATUM     | 26. November 1926    |
| GEBURTSORT       | Frankfurt am Main    |
| STERBEDATUM      | 3. Januar 2021       |
| STERBEORT        | Köln                 |